# Brzezie (Trzebnica)

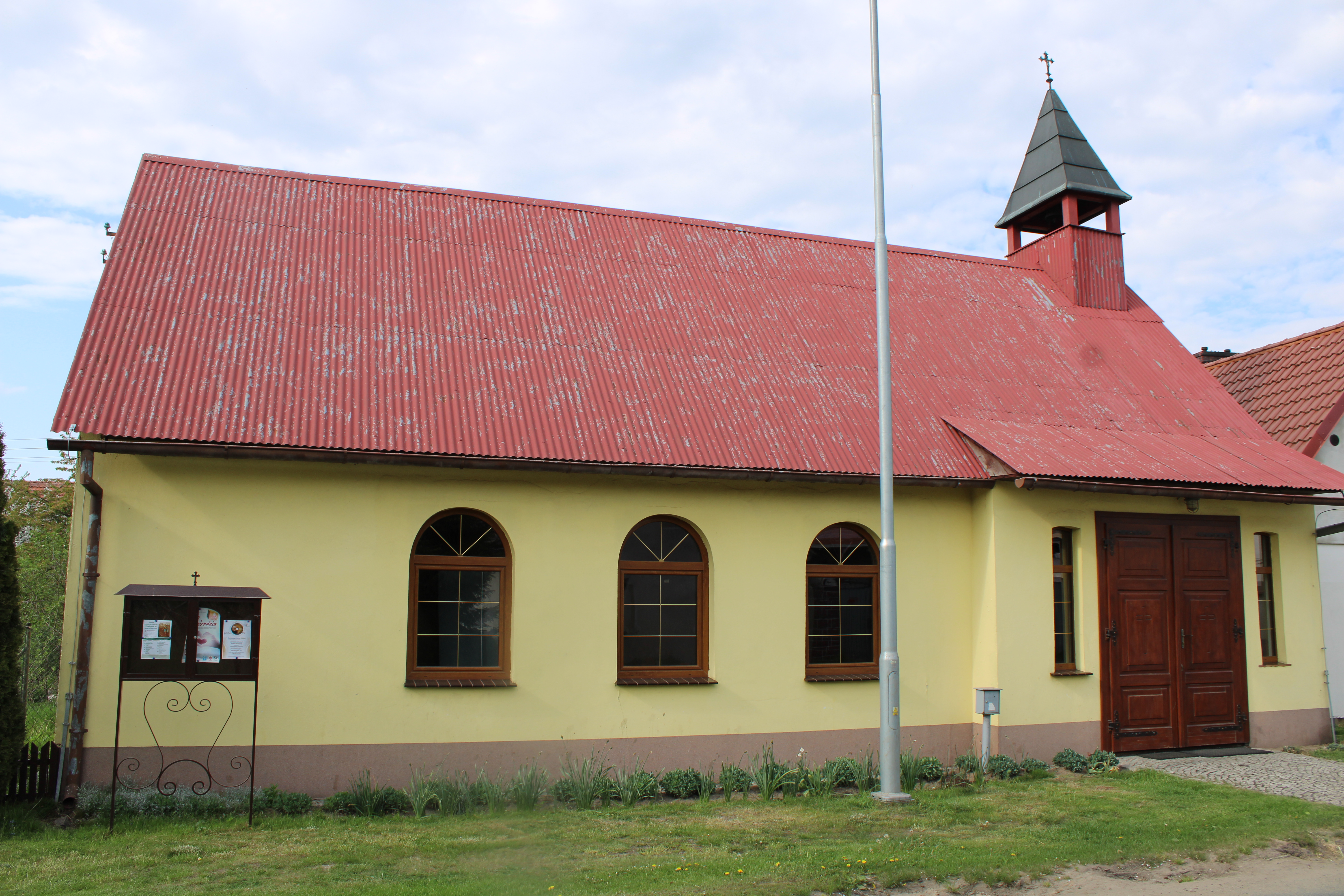
Kapelle St. Anton

Brzezie (deutsch: Briesche) ist ein Ort in der Stadt- und Landgemeinde Trzebnica im Powiat Trzebnicki der Woiwodschaft Niederschlesien in Polen. Es liegt 14 Kilometer nordöstlich von Trzebnica (Trebnitz).

## Geschichte
1785 gehörte Briesche dem Kloster Trebnitz und hatte 295 Einwohner. Im Dorf gab ein Vorwerk, eine Wassermühle und eine Pottaschesiederei.
1894 wurde Briesche mit 438 Einwohnern in Neumanns Orts-Lexikon des Deutschen Reiches erwähnt.
Im Jahr 1945 bildete Briesche eine Gemeinde im Landkreis Trebnitz der preußischen Provinz  Niederschlesien.
Das Gebiet der Gemeinde Trebnitz wurde im Januar 1945 von der Roten Armee besetzt. Ab Mai 1945 wurde die deutsche Bevölkerung, soweit sie nicht schon vorher geflohen war, weitgehend vertrieben. Die neu angesiedelten Bewohner waren teilweise Zwangsumgesiedelte aus Ostpolen, das an die Sowjetunion gefallen war.
2011 hatte Brzezie 335 Einwohner.